# Giro dell'Appennino 1973
Il Giro dell'Appennino 1973, trentaquattresima edizione della corsa, si svolse il 5 agosto  1973, su un percorso di 254 km. La vittoria fu appannaggio dell'italiano Italo Zilioli, che completò il percorso in 6h39'48", precedendo i connazionali Gianni Motta e Michele Dancelli.
I corridori che partirono furono 93, mentre coloro che tagliarono il traguardo di Pontedecimo furono 39.

## Ordine d'arrivo (Top 10)
| Pos. | Corridore          | Squadra        | Tempo    |
| ---- | ------------------ | -------------- | -------- |
| 1    | Italo Zilioli      | Dreherforte    | 6h39'48" |
| 2    | Gianni Motta       | Zonca          | a 1'04"  |
| 3    | Michele Dancelli   | Scic           | s.t.     |
| 4    | Felice Gimondi     | Bianchi        | s.t.     |
| 5    | Wladimiro Panizza  | G.B.C.-Sony    | s.t.     |
| 6    | Marcello Bergamo   | Filotex        | s.t.     |
| 7    | Giancarlo Polidori | Scic           | s.t.     |
| 8    | Roberto Poggiali   | Sammontana     | s.t.     |
| 9    | Fabrizio Fabbri    | Magniflex      | s.t.     |
| 10   | Giovanni Battaglin | Jollj Ceramica | s.t.     |